# Hemming (biskop i Åbo)
Hemming, född ca 1290, död 21 maj 1366, var biskop i Åbo från 1338.

## Biografi
Hemming härstammade från Bälinge socken i Uppland, där han föddes cirka 1290. Han var Finlands måhända mäktigaste kyrkofurste under medeltiden, och hade studerat vid Paris universitet för sedermera påve Clemens VI. 
Han tillbakavisade varje världslig inblandning i kyrkans angelägenheter. En av hans första ämbetsåtgärder var inrättandet av ett domprosteämbete i Åbo 1340, till vilket han anslog inkomsterna från 4 varandra närliggande socknar jämte kapell. Till själva domkyrkan skänkte han 40 dyrbara böcker, utvidgade dess godstillgångar och utarbetade 1352 Finlands första kända synodalordning. 
Under ett möte mellan Hemming och ärkebiskopen i Uppsala ingicks en överenskommelse om gränsen mellan de två stiften. Han medverkade till det beslut genom vilket Finland 1362 fick samma rättigheter som övriga svenska landskap. 
Hemming var den heliga Birgittas vän och gjorde på uppdrag av henne en resa för att stifta fred mellan Frankrike och England. Han frammanade tillsammans med henne en korstågsanda, som resulterade i Magnus Erikssons misslyckade krig mot Ryssland 1348–1351. 
På 1400-talet dyrkades han som helgon i Åbo och saligförklarades 1514.